# Calathus fuscipes
Espèce
Calathus fuscipes est une espèce de Coléoptères carabiques que l'on trouve dans presque tous les pays d'Europe.

## Liste des sous-espèces
Selon GBIF (8 avril 2024) :
- Calathus fuscipes algiricus Gautier des Cottes, 1866
- Calathus fuscipes disiunctus F.Battoni & Vereschagina, 1984
- Calathus fuscipes fuscipes (Goeze, 1777)
- Calathus fuscipes kochi Schatzmayr, 1937
- Calathus fuscipes punctipennis Germar, 1823

## Classification
Le nom valide complet (avec auteur) de ce taxon est Calathus fuscipes (Goeze, 1777).
L'espèce a été initialement classée dans le genre Carabus sous le protonyme Carabus fuscipes Goeze, 1777.
Calathus fuscipes a pour synonyme :
- Carabus fuscipes Goeze, 1777